# Attacco vichingo di Siviglia
L'attacco vichingo di Siviglia, allora parte del Califfato di Cordova degli Omayyadi, ebbe luogo nell'844.
Dopo aver saccheggiato le coste di quella che oggi è la Spagna ed il Portogallo, una flotta vichinga arrivò a Siviglia attraverso il Guadalquivir il 25 settembre e prese la città l'1 o il 3 ottobre. I vichinghi saccheggiarono la città e le aree circostanti. L'emiro ʿAbd al-Raḥmān II di Cordova mobilitò e inviò una grande forza contro i vichinghi sotto il comando del suo hajib (visir) ʿĪsā ibn Shuhayd.
Dopo una serie di scontri non decisivi, l'esercito musulmano sconfisse i vichinghi l'11 o il 17 novembre. Siviglia fu riconquistata e i vichinghi rimasti fuggirono dalla Spagna. Dopo l'attacco, i musulmani arruolarono nuove truppe, costruirono nuove navi e altre attrezzature militari per proteggere la costa. La rapida risposta militare nell'844 e i successivi dispositivi difensivi scoraggiarono ulteriori attacchi da parte dei vichinghi.
Storici come Hugh N. Kennedy e Neil Price non concordano sulla rapida risposta dei musulmani durante l'attacco dell'844, così come sull'organizzazione di difese a lungo termine, con le deboli risposte dei Carolingi e degli Anglosassoni dell'epoca contro i vichinghi.

## Antefatto

Una mappa dell'Europa che mostra le attività vichinghe durante l'era vichinga. Le aree soggette alle incursioni vichinghe sono mostrate in verde.

Dopo la rivoluzione abbaside che aveva rovesciato il califfato omayyade di Siria, i musulmani della Penisola iberica (chiamata al-Andalus dai musulmani) dichiararono un emirato indipendente, con la sua capitale a Cordova nel 756. L'emirato governato dagli Omayyadi ricevette ondate di rifugiati che sfuggirono alla rivoluzione in Vicino Oriente e divenne presto un centro di notevole rilevanza intellettuale. L'attacco dell'844 costituì la prima incursione vichinga su vasta scala nella Penisola. Durante questo periodo, al-Andalus era in uno stato di pace precaria, con i cristiani iberici e i franchi del nord, punzecchiato da continue schermaglie e occasionali campagne militari in una sorta di zona demilitarizzata tra loro. Potrebbero esserci state piccole incursioni vichinghe nei Paesi Baschi all'inizio del IX secolo, precedenti quindi all'attacco.

## Prima dell'attacco

L'Emirato di Cordova nel 929 (85 anni dopo l'attacco), con Siviglia raffigurata sul Guadalquivir.

La flotta vichinga, composta da alleati di Hastein e Björn Ragnarsson, salpò dalla sua base di Noirmoutier, sull'estuario del fiume Loira in Francia. Prima di attaccare Siviglia i vichinghi furono attivi vicino alla costa della Francia e ad alcuni fiumi francesi (la Senna, la Loira e la Garonna). Saccheggiarono le Asturie, sotto il dominio del re cristiano Ramiro I, ma subirono pesanti perdite ad La Coruña e furono sconfitti da Ramiro alla Torre di Hércules. Successivamente, navigarono verso sud e saccheggiarono la costa atlantica.

Presero la città musulmana di Lisbona in agosto o settembre dell'844 e la occuparono per 13 giorni, durante i quali i vichinghi furono impegnati in schermaglie con i musulmani. Il governatore di Lisbona, Wahballah ibn Hazm, scrisse dell'attacco all'emiro ʿAbd al-Raḥmān II di Córdoba, che aveva potestà su tutti i musulmani in Spagna.
Dopo aver lasciato Lisbona, i vichinghi navigarono più a sud e fecero irruzione nelle città spagnole di Cadice, Medina-Sidonia e Algeciras, e forse nella città controllata dagli Abbasidi di Assila, nell'odierno Marocco.

## Attacco e riconquista
Il 25 settembre, i vichinghi arrivarono nei pressi di Siviglia dopo aver risalito il Guadalquivir. Fondarono la loro base su Isla Menor, un'isola difendibile, sulle paludi del Guadalquivir. Il 29 settembre le forze musulmane locali marciarono contro i vichinghi ma vennero sconfitte. I vichinghi conquistarono Siviglia l'1 o il 3 ottobre dopo un breve assedio e pesanti scontri. Razziarono e saccheggiarono la città e, secondo gli storici musulmani, terrorizzarono i suoi abitanti per la concreta minaccia di cadere prigionieri o di essere uccisi, e non risparmiarono "nemmeno le bestie da soma". Anche se la città fu presa, la sua cittadella rimase nelle mani dei musulmani. I vichinghi provarono ma non riuscirono a bruciare la grande moschea costruita di recente nella città.

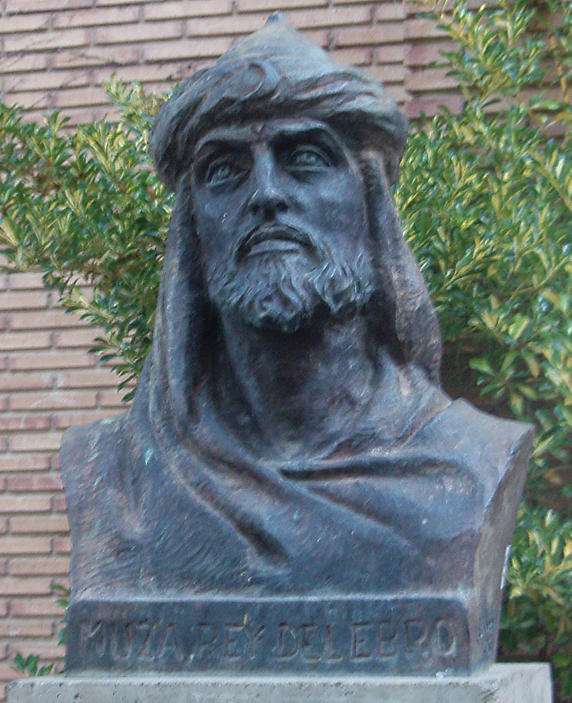
Musa ibn Musa al-Qasi, uno dei comandanti musulmani che combatterono i vichinghi

Quando venne a conoscenza della caduta di Siviglia, ʿAbd al-Raḥmān II mobilitò le sue forze, affidate al suo ḥājib, ʿĪsā ibn Shuhayd che convocò i vicini governatori per radunare i loro uomini. Si riunirono a Cordova e poi marciarono verso Axarafe, una collina vicino a Siviglia, che ʿĪsā b. Shuhayd scelse per insediarvi il suo comando. Un contingente guidato da Musa ibn Musa al-Qasi, il signore del semi-indipendente dominio dei Banu Qasi a nord, si unì a questo esercito nonostante la rivalità politica di Musa ibn Musa con ʿAbd al-Raḥmān II, e svolse un ruolo importante nella campagna.
Nei giorni successivi le due parti si scontrarono più volte, con risultati diversi. Alla fine i musulmani vinsero una grande battaglia l'11 o il 17 novembre a Italica. Secondo fonti musulmane, da 500 a 1000 vichinghi furono uccisi e 30 navi vichinghe vennero distrutte (i musulmani fecero uso del loro fuoco greco, un liquido incendiario lanciato dalle catapulte, per bruciare le navi degli invasori). I musulmani riferirono che i comandanti dei vichinghi vennero uccisi e almeno 400 furono catturati - molti dei quali vennero impiccati sulle palme di Italica. I vichinghi rimanenti si ritirarono sulle loro navi e navigarono verso la foce, mentre gli abitanti della campagna circostante li colpirono con pietre. Ben presto, i vichinghi si offrirono di scambiare il loro bottino e i prigionieri che avevano preso in cambio di vestiti, cibo e di un viaggio senza ostacoli lungo il fiume. Successivamente raggiunsero il resto della flotta sulla costa. La flotta indebolita, inseguita dalle navi di ʿAbd al-Raḥmān II, lasciò la Penisola iberica dopo una breve incursione nell'Algarve.

## Esiti
La città di Siviglia e i suoi sobborghi ne uscirono gravemente afflitti. La distruzione causata dai predoni vichinghi aveva terrorizzato la popolazione di al-Andalus. ʿAbd al-Raḥmān II ordinò nuove misure per prevenire ulteriori incursioni: stabilì un arsenale navale (dar al-sina'a) a Siviglia e costruì mura intorno alla città e ad altri insediamenti. Navi e armi furono costruite, marinai e truppe furono preparati e furono create reti di messaggeri per diffondere informazioni sui possibili attacchi. Queste misure riuscirono a frustrare le incursioni vichinghe successive nell'859 e nel 966.
La maggior parte dei vichinghi tornò nella Francia odierna e la loro sconfitta da parte dell'esercito andaluso li avrebbe scoraggiati dall'attaccare nuovamente la Penisola iberica. L'anno seguente i vichinghi mandarono un'ambasciata alla corte di ʿAbd al-Raḥmān II, che in seguito inviò il poeta Yahya ibn al-Hakam (soprannominato al-Ghazal, "la Gazzella") come ambasciatore presso i vichinghi.

## Documenti storici
I resoconti dell'attacco vichingo apparvero nelle opere degli storici musulmani, tra cui Ibn al-Qūṭiyya di Cordova (morto nel 977), Ibn Idhari (che nei suoi scritti del 1299 circa, si basa su fonti del X secolo) e Al-Nuwayri (1284-1332). Nel calendario islamico, l'attacco ha avuto luogo nell'anno 230 del calendario islamico. Nelle fonti musulmane, i vichinghi erano chiamati con l'epiteto di Majūs ("Magi, adoratori del fuoco": termine usato per gli zoroastriani a causa dei loro "Templi del fuoco"). Dal momento che la flotta vichinga attaccò il regno cristiano delle Asturie prima di razziare Siviglia, le cronache cristiane spagnole contengono anche notizie sull'incursione vichinga nel loro Paese.
La storica indipendente Ann Christys ha sostenuto che molti dettagli del racconto tradizionale dell’attacco potrebbero essere inaffidabili. Ha accettato che i vichinghi attaccarono Lisbona e Siviglia e minacciarono Cordoba prima di essere respinti, ma altri dettagli come i nomi dei comandanti dei difensori musulmani furono aggiunti da autori successivi, poiché "era importante per gli attori chiave dell'Iberia cristiana e musulmana rivendicare la vittoria sui vichinghi".